# 주온

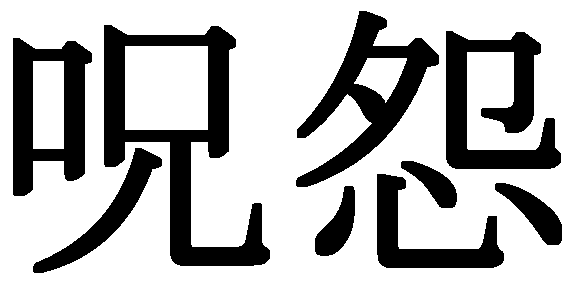

주온은 시미즈 다카시가 제작한 공포 영화 시리즈로 꼽히고 있다. 주온이란 저주받은 영혼이라는 뜻이다. 매니아층을 겨냥해서 비디오판이라는 영화를 만들어졌고 컬트적 인기를 얻은 후 극장판으로도 제작이 되었다. 반면에는 미국에서도 진출하고 헐리우드 리메이크로 만들었다

## 4화 에피소드 비디오판
주온 1 오리지널(주온 비디오판)의 네 번째 장면에는 턱 없는 칸나의 편이 주온: 끝의 시작에서도 턱 없는 아오이 편을 오마주로 하고 있다. 턱 없는 칸나 에피소드는 유명한 에피소드다

### 영화
- Katasumi and 4444444444 오리지널 비디오판(1998년,일본)
- Ju-on: The Curse(2000년,일본)
- Ju-on: The Curse 2(2000년,일본)
- 주온 1 극장판(2002년,일본)
- 주온 2 극장판(2003년,일본)
- 주온 3 극장판(2014년,일본) 끝의 시작(Ju-on: The Beginning of the End)
- 주온 4 극장판(2015년,일본) 더 파이널
- Ju-on: White Ghost(2009년,일본)
- Ju-on: Black Ghost(2009년,일본)

### 게임
- Ju-on: The Grudge

## 출연진
- 오키나 메구미 - 니시나 리카 역
- 이토 미사키 - 도쿠나가 히토미 역
- 우에하라 미사 - 토야마 이즈미역
- 이치카와 유이 - 치하루 역
- 츠다 칸지 - 토쿠나가 카츠야 역
- 후지 타카코 - 사에키 카야코 역

## 트리비아
주온 시리즈의 가장 특징적인 "꺼어어억" 소리는 감독 자신이 직접 낸 소리이다.

## 그루지 시리즈
- 그루지 1(2004년,미국)
- 그루지 2(2006년,미국)
- 그루지 3(2009년,미국)